# (120348) 2004 TY364
(120348) 2004 TY364 ist ein großes transneptunisches Objekt, das bahndynamisch als erweitertes SDO eingestuft wird. Aufgrund seiner Größe ist der Asteroid ein Zwergplanetenkandidat.

## Entdeckung
2004 TY364 wurde am 3. Oktober 2004 von einem Astronomenteam des California Institute of Technology in Pasadena bestehend aus Mike Brown, Chad Trujillo und David Lincoln Rabinowitz mit dem 1,2-m-Oschin-Schmidt-Teleskop am Palomar-Observatorium entdeckt. Die Entdeckung wurde am 1. August 2005 bekanntgegeben, der Planetoid erhielt die Kleinplanetennummer 120348.
Nach seiner Entdeckung ließ sich 2004 TY364 auf Fotos bis zum 16. Juli 1983, die im Rahmen des Digitized-Sky-Survey-Projektes am Siding-Spring-Observatorium gemacht wurden, zurückgehend identifizieren und so seinen Beobachtungszeitraum um 21 Jahre verlängern, um so seine Umlaufbahn genauer zu berechnen. Im April 2017 lagen insgesamt 66 Beobachtungen über einen Zeitraum von 34 Jahren vor. Die bisher letzte Beobachtung wurde im November 2018 am Purple Mountain-Observatorium durchgeführt. (Stand 24. Februar 2019)

## Eigenschaften

### Umlaufbahn
2004 TY364 umkreist die Sonne in 240,84 Jahren auf einer leicht elliptischen Umlaufbahn zwischen 36,23 AE und 41,19 AE Abstand zu deren Zentrum. Die Bahnexzentrizität beträgt 0,064, die Bahn ist 24,84° gegenüber der Ekliptik geneigt. Derzeit ist der Planetoid 38,93 AE von der Sonne entfernt. Das Perihel durchläuft er das nächste Mal 2080, der letzte Periheldurchlauf dürfte also im Jahre 1839 erfolgt sein.
Marc Buie (DES) klassifiziert den Planetoiden als erweitertes SDO (ESDO bzw. DO), während das Minor Planet Center ihn als Nicht-SDO und allgemein als Distant Object einordnet. Das Johnston’s Archive führt es als other TNO auf, was bedeutet, dass es mit Sicherheit kein Cubewano oder Resonantes KBO ist.

### Größe und Rotation
Derzeit wird von einem Durchmesser von etwa 512 km ausgegangen, basierend auf einem Rückstrahlvermögen von 10,7 % und einer absoluten Helligkeit von 4,52 m. Die scheinbare Helligkeit von 2004 TY364 beträgt 20,48 m.
Da anzunehmen ist, dass sich 2004 TY364 aufgrund seiner Größe im hydrostatischen Gleichgewicht befindet und somit weitgehend rund sein muss, sollte er die Kriterien für eine Einstufung als Zwergplanet erfüllen. Mike Brown geht davon aus, dass es sich bei 2004 TY364 um wahrscheinlich einen Zwergplaneten handelt. Gonzalo Tancredi lehnte 2010 dagegen einen Kandidatenstatus ab.
2004 TY364 rotiert in 11 Stunden und 42 Minuten einmal um seine Achse. Daraus ergibt sich, dass er in einem 2004 TY364-Jahr 180446,4 Eigendrehungen („Tage“) vollführt.
| Jahr                                         | Abmessungen km   | Quelle              |
| -------------------------------------------- | ---------------- | ------------------- |
| 2008                                         | 554,0            | Tancredi            |
| 2010                                         | 529,0            | Tancredi            |
| 2013                                         | 512,0 +37,0−40,0 | Lellouch u. a.      |
| 2013                                         | 365,0            | Mommert u. a.       |
| 2013                                         | 546,42           | LightCurve DataBase |
| 2018                                         | 536,0            | Brown               |
| Die präziseste Bestimmung ist fett markiert. |                  |                     |